# Glenwood (Missouri)
Glenwood é uma vila localizada no estado americano de Missouri, no Condado de Schuyler.

## Demografia
Segundo o censo americano de 2000, a sua população era de 203 habitantes.
Em 2006, foi estimada uma população de 202, um decréscimo de 1 (-0.5%).

## Geografia
De acordo com o United States Census Bureau tem uma área de
1,9 km², dos quais 1,9 km² cobertos por terra e 0,0 km² cobertos por água.

## Localidades na vizinhança
O diagrama seguinte representa as localidades num raio de 20 km ao redor de Glenwood.